# Rony Martínez
Rony Martínez (Olanchito, 16 agosto 1988) è un calciatore honduregno, attaccante della Real Sociedad Tocoa.

## Carriera

### Club
Ha giocato nella massima serie del campionato honduregno con la Real Sociedad Tocoa.

### Nazionale
Ha esordito con la nazionale honduregna nel 2012.